# Булатниковская волость
Булатниковская волость — низшая административно-территориальная единица в Муромском уезде Владимирской губернии Российской империи и РСФСР, существовавшая до 1929 года. Волостной центр — село Булатниково.
Ныне территория Муромского района Владимирской области Российской Федерации.

## История
По постановлению ВЦИК от 8 мая 1924 года в волость передана Новокотлицкая волость.
Волость ликвидирована в 1929 году, сельсоветы перешли в Муромский район того же округа.

## Состав волости

### Населённые пункты
Всего на 1905 год 13 селений:
- Булатниково — волостной центр
- Занино
- Иванищи
- Климово
- Межищи
- Митинево
- Михалёво
- Мордвиново
- Морозово
- Сельцо
- Столбищи
- Федорково
- Шишелово (ныне Шишлово)

### Сельсоветы
В 1926 году в составе волости было 25 сельсоветов: Бердищевский, Булатниковский, Дьяконовский, Занинский, Иванищевский, Климовский, Лесниковский, Межищинский, Митеневский, Михалевский, Мордвиновский, Ново-Котлицкий, Пополутовский, Прудищенский, Савковский, Саванчаковский, Саксинский, Сельцовский, Старо-Котлицкий, Столбищенский, Федорковский, Хоробрицкий, Шароновский.